# Antoine Borel (artiste)
Pour les articles homonymes, voir Antoine Borel et Borel.
Antoine Borel, né à Paris en 1743 et mort en 1810, est un peintre, dessinateur et graveur français.  

## Biographie
Fils d'un portraitiste, Borel s'adonna d'abord au même genre de peinture, puis se livra de préférence à la représentation, le plus souvent à l'aquarelle, des sujets de mœurs et des allégories politiques, qu'il gravait parfois lui-même, à la pointe ou en manière noire. Vers 1780, deux scènes grivoises traduites par Jean-Louis Anselin connurent le succès. Puis, il devint presque exclusivement dessinateur de vignettes, et s'y fit un nom et Huber[Qui ?] en a loué le patriotisme. Si, dans cette spécialité, il mit bien des fois son talent au service de livres érotiques de Nerciat, Montigny ou Sade, il fit aussi nombre de compositions pour des ouvrages sérieux, parmi lesquels Plutarque (1783), le Théâtre des Grecs (1785-1789), les Œuvres de Belloy (1787), Charles IX, tragédie de Chénier (1790) ; les Œuvres de Regnard (1790). Pendant la Révolution, il dessina les Fastes de la Révolution française, l'Assemblée nationale, séance du 7 septembre 1789, à l’instant de l'offre patriotique du premier temps des dames artistes, gravé par Ponce, les Dernières Paroles et la Mort de Mirabeau, gravés par Delaunay le jeune, le Frontispice de l’Almanach du père Gérard, etc.
« Celles exécutées pour les Œuvres de Berquin sont empreintes d'une grâce infinie, et constituent l'une de ses meilleures productions. Les dessins de Borel, à la plume, à l'encre de Chine, à la sépia, au bistre, sont toujours très soignés et très finis », a écrit le bibliographe Gustave Pawlowski (d).